# Filippos Veria H.C.
El Filippos Veria H.C.  es la sección de balonmano de la entidad deportida Filippos Veria de la localidad griega de Veria. Esta sección fue fundada en 1977 y es una de las más laureadas de la historia del balonmano griego. Sus colores son el rojo y el blanco. Su emblema es el del rey Filipo II de Macedonia. 

### Palmarés
Campeonatos internacionales
- Copa EHF : finalista en 2003.
- Recopa de Europa: semi-finalista en 1993.[2]

Campeonatos nacionales
- Liga griega (9) : 1977, 1986 , 1988, 1989, 1990, 1991, 1994, 1995, 2003, 2016.
- Copa de Grecia (5) : 1985, 1991, 1992, 2003, 2007, 2016

### Deportistas destacados
- Remus Drăgănescu: entrenador de 1990 a 1991
- Viatcheslav Atavine : jugador de 2002 a 2005
- József Éles : jugador de 2003 a 2005
- Pepi Manaskov : jugador de 2002 a 2003
- Alexandre Toutchkine : jugador de 2002 a 2004